# Quem Quer Namorar com o Agricultor?: Tudo por Tudo
A quinta edição, intitulada como Tudo por Tudo, de Quem Quer Namorar com o Agricultor?, cujo programa também é conhecido por Quem Quer Namorar com a Agricultora?, estreou a 10 de outubro e termina a 12 de dezembro de 2021 na SIC, com a apresentação de Andreia Rodrigues. É uma adaptação do formato britânico Farmer Wants a Wife.

## Resumo

### Episódios
| Resumo | Resumo | Episódios | Episódios | Originalmente exibido | Originalmente exibido  |
| Resumo | Resumo | Episódios | Episódios | Estreia da temporada  | Final da temporada     |
| ------ | ------ | --------- | --------- | --------------------- | ---------------------- |
|        | 1      | 10        | 10        | 10 de outubro de 2021 | 12 de dezembro de 2021 |

### Diários dos Agricultores
| Resumo | Resumo | Episódios | Episódios | Originalmente exibido | Originalmente exibido  |
| Resumo | Resumo | Episódios | Episódios | Estreia da temporada  | Final da temporada     |
| ------ | ------ | --------- | --------- | --------------------- | ---------------------- |
|        | 1      | 42        | 42        | 11 de outubro de 2021 | 10 de dezembro de 2021 |

### Diários da Agricultora
| Resumo | Resumo | Episódios | Episódios | Originalmente exibido | Originalmente exibido  |
| Resumo | Resumo | Episódios | Episódios | Estreia da temporada  | Final da temporada     |
| ------ | ------ | --------- | --------- | --------------------- | ---------------------- |
|        | 1      | 44        | 44        | 11 de outubro de 2021 | 10 de dezembro de 2021 |

## Episódios
| #  | ## | Título        | Exibição original      | Audiências (share) |
| -- | -- | ------------- | ---------------------- | ------------------ |
| 50 | 1  | "Episódio 1"  | 10 de outubro de 2021  | ASD                |
| 51 | 2  | "Episódio 2"  | 17 de outubro de 2021  | ASD                |
| 52 | 3  | "Episódio 3"  | 24 de outubro de 2021  | ASD                |
| 53 | 4  | "Episódio 4"  | 31 de outubro de 2021  | ASD                |
| 54 | 5  | "Episódio 5"  | 7 de novembro de 2021  | ASD                |
| 55 | 6  | "Episódio 6"  | 14 de novembro de 2021 | ASD                |
| 56 | 7  | "Episódio 7"  | 21 de novembro de 2021 | ASD                |
| 57 | 8  | "Episódio 8"  | 28 de novembro de 2021 | ASD                |
| 58 | 9  | "Episódio 9"  | 5 de dezembro de 2021  | ASD                |
| 59 | 10 | "Episódio 10" | 12 de dezembro de 2021 | ASD                |

## Diários dos Agricultores
| 241 | 1  | "Diário 1"  | 11 de outubro de 2021  | ASD |
| ... |    |             |                        |     |
| 282 | 42 | "Diário 42" | 10 de dezembro de 2021 | ASD |

## Diários da Agricultora
| 154 | 1  | "Diário 1"  | 11 de outubro de 2021  | ASD |
| ... |    |             |                        |     |
| 198 | 44 | "Diário 44" | 10 de dezembro de 2021 | ASD |